# Voetbalkampioenschap van Wezer-Jade 1926/27
In 1926/27 werd het vijfde voetbalkampioenschap van Wezer-Jade gespeeld, dat georganiseerd werd door de Noord-Duitse voetbalbond. 
Werder Bremen werd kampioen van de groep Wezer en VfB Komet 1896 van de groep Jade. Beide clubs plaatsten zich voor de Noord-Duitse eindronde. Werder werd in de eerste ronde verslagen door Hamburger SV en Komet door Hannoverscher SV 96.

## Bezirksliga

### Groep Wezer
| Plaats | Club                   | Wed. | W | G | V | Saldo | Ptn   |
| ------ | ---------------------- | ---- | - | - | - | ----- | ----- |
| 1.     | SV Werder Bremen       | 12   | 9 | 0 | 3 | 66:31 | 18:6  |
| 2.     | SV Frisia Oldenburg    | 12   | 7 | 2 | 5 | 30:27 | 16:8  |
| 3.     | FV 1900 Woltmershausen | 12   | 6 | 1 | 5 | 34:30 | 13:11 |
| 4.     | FC Stern 07 Bremen     | 12   | 5 | 1 | 6 | 28:31 | 11:13 |
| 5.     | VfB Oldenburg          | 12   | 5 | 0 | 7 | 28:32 | 10:14 |
| 6.     | Bremer BV Union 1901   | 12   | 4 | 2 | 6 | 23:36 | 10:14 |
| 7.     | Geestemünder SC 1904   | 12   | 2 | 2 | 8 | 21:43 | 6:18  |

|  | Geplaatst voor finale |

### Groep Jade
| Plaats | Club                      | Wed. | W | G | V | Saldo | Ptn   |
| ------ | ------------------------- | ---- | - | - | - | ----- | ----- |
| 1.     | VfB Komet 1896 Bremen     | 12   | 8 | 2 | 2 | 51:17 | 8:6   |
| 2.     | Bremer SV 06              | 12   | 7 | 2 | 3 | 44:18 | 16:8  |
| 3.     | ABTS 1891 Bremen          | 12   | 6 | 2 | 4 | 43:30 | 14:10 |
| 4.     | Wilhelmshavener SV 1906   | 12   | 6 | 1 | 5 | 31:32 | 13:11 |
| 5.     | Wilhelmshavener SC Frisia | 12   | 4 | 1 | 7 | 21:49 | 9:15  |
| 6.     | SC 1909 Hemelingen        | 12   | 3 | 1 | 8 | 22:35 | 7:17  |
| 7.     | VfL 05 Rüstringen         | 12   | 3 | 1 | 8 | 18:49 | 7:17  |

### Finale
Heen
|  |                       |       |               |        |
|  | VfB Komet 1896 Bremen | 8 – 3 | Werder Bremen | Bremen |
|  |                       |       |               | Bremen |

Terug
|  |               |       |                       |        |
|  | Werder Bremen | 0 – 3 | VfB Komet 1896 Bremen | Bremen |
|  |               |       |                       | Bremen |